# Gandía Shore
Gandía Shore foi um reality show espanhol, produzido pela Magnólia TV e exibido pela MTV Espanha, o programa acompanha a vida diária de oito jovens que passam o verão vivendo juntos na costa de Gandía. É a adaptação espanhola do reality show estadounidense de grande sucesso Jersey Shore.
Em Portugal foi exibida na MTV Portugal.

## História
Com o sucesso do formato na versão dos EUA, Jersey Shore, e da ampla aceitação da versão britânica, Geordie Shore, a MTV Espanha decidiu realizar a sua própria versão do reality pela produtora "Magnólia TV". "Estamos muito animados com este projeto. Jersey Shore e Geordie Shore são dois programas de sucesso em todo mundo que têm funcionado muito bem na espanha", declarou Raffaele Annechino, diretor geral da MTV Espanha.

## Elenco

### Primeira temporada
A MTV Espanha revelou a lista dos participantes com suas descrições dias antes da estreia do programa, formado por José Labrador, Cristina "Core" Serrano, Abraham García, Cristina "Gata" Sánchez, Alberto "Clavelito" Clavel, Ylenia Padilla, Esteban Martínez y Arantxa Bustos.
| Nome                       | Temporada | Idade | Cidade natal             | Descrição                                                    |
| -------------------------- | --------- | ----- | ------------------------ | ------------------------------------------------------------ |
| Abraham García             | 1         | 21    | Campo Real               | “Aquí la gente está muy loca"                                |
| Alberto "Clavelito" Clavel | 1         | 22    | San Antonio de Benagéber | "¡Vamos loco! ¡No pasa nada!"                                |
| Arantxa Bustos             | 1         | 20    | Villarejo de Salvanés    | "¡Soy la reina de las tarimas, chavales!"                    |
| Cristina "Core" Serrano    | 1         | 21    | Vich                     | “Pin, pin, pin, no pares; pin, pin, pin, no pares"           |
| Cristina "Gata" Sánchez    | 1         | 21    | Valencia                 | "¡Miau, miau, miau!"                                         |
| Esteban Martínez           | 1         | 24    | La Eliana                | "Las feas pa' los feos, y las guapas pa' mí".                |
| José Labrador              | 1         | 26    | Puerto de Sagunto        | “No he venido a Gandía Shore con la intención de enamorarme" |
| Ylenia Padilla             | 1         | 26    | Benidorm                 | “¡Vámonos a Gandía Shore!”                                   |

## Referencias
1. ↑  vertele.eldiario.es. «Estos son los ocho "cuerpazos" y colegas de barrio en la playa de "Gandía Shore"». vertele (em espanhol)
2. ↑  «Gandía Shore - Programa de TV | MTV Portugal». web.archive.org. 15 de junho de 2020. Consultado em 21 de outubro de 2024
3. ↑  «'Gandía Shore' finaliza el rodaje de su primera temporada para MTV España». FormulaTV (em espanhol)
4. ↑  «Gandía Shore: Episodios». MTV España (em espanhol). MTV España. Consultado em 27 de janeiro de 2017